# Bordj El Emir Abdelkader
Bordj El Emir Abdelkader là một đô thị thuộc tỉnh Tissemsilt, Algérie. Dân số thời điểm năm 2002 là 8.953 người.